# Tolyphus transcaspicus
Tolyphus transcaspicus is een keversoort uit de familie glanzende bloemkevers (Phalacridae). De wetenschappelijke naam van de soort werd in 1913 gepubliceerd door Edmund Reitter.